# Quantitierendes Versprinzip
Das quantitierende oder auch silbenmessende Versprinzip ist in der Verslehre (Metrik) ein Versprinzip, das die strukturellen Regelmäßigkeiten des Versmaßes (Metrums) aufgrund der Quantität der Silben bestimmt, also durch den regelmäßigen Wechsel von langen und kurzen Silben. Es ist das in der antiken griechischen und lateinischen Dichtung bestimmende Versprinzip, gilt jedoch auch in der frühen arabischen Literatur. Zum anderen ist es heute in einigen Sprachen gebräuchlich, u. a. in der japanischen Dichtung.
Andere Versprinzipien sind das akzentuierende Prinzip und das silbenzählende Prinzip. 